# Santa Rita, Pueblo Nuevo Solistahuacán
Santa Rita är en ort i Mexiko.   Den ligger i kommunen Pueblo Nuevo Solistahuacán och delstaten Chiapas, i den sydöstra delen av landet, 700 km öster om huvudstaden Mexico City. Santa Rita ligger 553 meter över havet och antalet invånare är 238.
Terrängen runt Santa Rita är bergig västerut, men österut är den kuperad. Santa Rita ligger nere i en dal. Runt Santa Rita är det ganska tätbefolkat, med 104 invånare per kvadratkilometer. Närmaste större samhälle är Simojovel de Allende, 15,4 km sydost om Santa Rita. Omgivningarna runt Santa Rita är en mosaik av jordbruksmark och naturlig växtlighet.